# Copa Hopman 2013
La Hyundai Hopman Cup XXV, conegut també com a Official ITF Mixed Teams Championship 2013, correspon a la 25a edició de la Copa Hopman de tennis entre països. Vuit països participen en el Grup Mundial amb equips mixtos, una dona i un home. Per celebrar el 25è aniversari, aquesta edició es traslladà al nou Perth Arena de Perth, Austràlia, i es disputà entre el 29 de desembre de 2012 i el 5 de gener de 2013.
L'equip espanyol va guanyar el títol per quarta ocasió mentre que l'equip serbi va quedar finalista per segona ocasió.

## Equips
Equips que participants en el torneig:
| 1. Sèrbia – Ana Ivanović / Novak Đoković 2. Estats Units – Venus Williams / John Isner 3. Itàlia – Francesca Schiavone / Andreas Seppi 4. Espanya – Anabel Medina Garrigues / Fernando Verdasco | 1. Alemanya – Andrea Petkovic / Tatjana Malek / Tommy Haas 2. Sud-àfrica – Chanelle Scheepers / Kevin Anderson 3. França – Mathilde Johansson / Jo-Wilfried Tsonga 4. Austràlia – Ashleigh Barty / Bernard Tomic |

## Grup A

### Classificació
| Pos. | País      | V | D | Partits | Sets   | Jocs     |
| ---- | --------- | - | - | ------- | ------ | -------- |
| 1    | Sèrbia    | 3 | 0 | 7 − 2   | 14 − 5 | 103 − 54 |
| 2    | Austràlia | 2 | 1 | 6 − 3   | 14 − 8 | 104 − 64 |
| 3    | Itàlia    | 1 | 2 | 4 − 5   | 2 − 12 | 84 − 104 |
| 4    | Alemanya  | 0 | 3 | 1 − 8   | 5 − 16 | 49 − 117 |

### Partits

#### Alemanya vs. Austràlia
| · Alemanya · 0 | Perth Arena, Perth 29 de desembre de 2012 Dura interior | Perth Arena, Perth 29 de desembre de 2012 Dura interior     | · Austràlia · 3 |     |     |          |
| \| \| \| \| 1 \| 2 \| 3 \| \| \| - \| -------------------- \| ----------------------------------------------------------- \| ---- \| --- \| --- \| -------- \| \| 1 \| Alemanya · Austràlia \| Andrea Petkovic Ashleigh Barty \| 4 6 \| \| \| retirada \| \| 2 \| Alemanya · Austràlia \| Tommy Haas Bernard Tomic \| 6⁶ 7 \| 6 3 \| 5 7 \| \| \| 3 \| Alemanya · Austràlia \| Andrea Petkovic / Tommy Haas Ashleigh Barty / Bernard Tomic \| \| \| \| renúncia \| |                                                         |                                                             |                 |     |     |          |
| |                                                         |                                                             | 1               | 2   | 3   |          |
| 1 | Alemanya · Austràlia                                    | Andrea Petkovic Ashleigh Barty                              | 4 6             |     |     | retirada |
| 2 | Alemanya · Austràlia                                    | Tommy Haas Bernard Tomic                                    | 6⁶ 7            | 6 3 | 5 7 |          |
| 3 | Alemanya · Austràlia                                    | Andrea Petkovic / Tommy Haas Ashleigh Barty / Bernard Tomic |                 |     |     | renúncia |

#### Sèrbia vs. Itàlia
| · Sèrbia · 2 | Perth Arena, Perth 31 de desembre de 2012 Dura interior | Perth Arena, Perth 31 de desembre de 2012 Dura interior          | · Itàlia · 1 |     |   |  |
| \| \| \| \| 1 \| 2 \| 3 \| \| \| - \| --------------- \| ---------------------------------------------------------------- \| ---- \| --- \| - \| \| \| 1 \| Sèrbia · Itàlia \| Ana Ivanović Francesca Schiavone \| 6 0 \| 6 4 \| \| \| \| 2 \| Sèrbia · Itàlia \| Novak Đoković Andreas Seppi \| 6 3 \| 6 4 \| \| \| \| 3 \| Sèrbia · Itàlia \| Ana Ivanović / Novak Đoković Francesca Schiavone / Andreas Seppi \| 64 7 \| 4 6 \| \| \| |                                                         |                                                                  |              |     |   |  |
| |                                                         |                                                                  | 1            | 2   | 3 |  |
| 1 | Sèrbia · Itàlia                                         | Ana Ivanović Francesca Schiavone                                 | 6 0          | 6 4 |   |  |
| 2 | Sèrbia · Itàlia                                         | Novak Đoković Andreas Seppi                                      | 6 3          | 6 4 |   |  |
| 3 | Sèrbia · Itàlia                                         | Ana Ivanović / Novak Đoković Francesca Schiavone / Andreas Seppi | 64 7         | 4 6 |   |  |

#### Itàlia vs. Alemanya
| · Itàlia · 2 | Perth Arena, Perth 2 de gener de 2013 Dura interior | Perth Arena, Perth 2 de gener de 2013 Dura interior            | · Alemanya · 1 |     |     |  |
| \| \| \| \| 1 \| 2 \| 3 \| \| \| - \| ----------------- \| -------------------------------------------------------------- \| ---- \| --- \| --- \| \| \| 1 \| Itàlia · Alemanya \| Francesca Schiavone Tatjana Malek \| 3 6 \| 6 3 \| 6 3 \| \| \| 2 \| Itàlia · Alemanya \| Andreas Seppi Tommy Haas \| 63 7 \| 67 \| \| \| \| 3 \| Itàlia · Alemanya \| Francesca Schiavone / Andreas Seppi Tatjana Malek / Tommy Haas \| 6 4 \| 7 5 \| \| \| |                                                     |                                                                |                |     |     |  |
| |                                                     |                                                                | 1              | 2   | 3   |  |
| 1 | Itàlia · Alemanya                                   | Francesca Schiavone Tatjana Malek                              | 3 6            | 6 3 | 6 3 |  |
| 2 | Itàlia · Alemanya                                   | Andreas Seppi Tommy Haas                                       | 63 7           | 67  |     |  |
| 3 | Itàlia · Alemanya                                   | Francesca Schiavone / Andreas Seppi Tatjana Malek / Tommy Haas | 6 4            | 7 5 |     |  |

#### Sèrbia vs. Austràlia
| · Sèrbia · 2 | Perth Arena, Perth 2 de gener de 2013 Dura interior | Perth Arena, Perth 2 de gener de 2013 Dura interior         | · Austràlia · 1 |      |          |  |
| \| \| \| \| 1 \| 2 \| 3 \| \| \| - \| ------------------ \| ----------------------------------------------------------- \| --- \| ---- \| -------- \| \| \| 1 \| Sèrbia · Austràlia \| Ana Ivanović Ashleigh Barty \| 6 2 \| 6 3 \| \| \| \| 2 \| Sèrbia · Austràlia \| Novak Đoković Bernard Tomic \| 4 6 \| 4 6 \| \| \| \| 3 \| Sèrbia · Austràlia \| Ana Ivanović / Novak Đoković Ashleigh Barty / Bernard Tomic \| 6 4 \| 68 7 \| [10] [8] \| \| |                                                     |                                                             |                 |      |          |  |
| |                                                     |                                                             | 1               | 2    | 3        |  |
| 1 | Sèrbia · Austràlia                                  | Ana Ivanović Ashleigh Barty                                 | 6 2             | 6 3  |          |  |
| 2 | Sèrbia · Austràlia                                  | Novak Đoković Bernard Tomic                                 | 4 6             | 4 6  |          |  |
| 3 | Sèrbia · Austràlia                                  | Ana Ivanović / Novak Đoković Ashleigh Barty / Bernard Tomic | 6 4             | 68 7 | [10] [8] |  |

#### Itàlia vs. Austràlia
| · Itàlia · 1 | Perth Arena, Perth 3 de gener de 2013 Dura interior | Perth Arena, Perth 3 de gener de 2013 Dura interior                | · Austràlia · 2 |     |          |  |
| \| \| \| \| 1 \| 2 \| 3 \| \| \| - \| ------------------ \| ------------------------------------------------------------------ \| --- \| --- \| -------- \| \| \| 1 \| Itàlia · Austràlia \| Francesca Schiavone Ashleigh Barty \| 0 6 \| 3 6 \| \| \| \| 2 \| Itàlia · Austràlia \| Andreas Seppi Bernard Tomic \| 3 6 \| 5 7 \| \| \| \| 3 \| Itàlia · Austràlia \| Francesca Schiavone / Andreas Seppi Ashleigh Barty / Bernard Tomic \| 2 6 \| 6 4 \| [10] [3] \| \| |                                                     |                                                                    |                 |     |          |  |
| |                                                     |                                                                    | 1               | 2   | 3        |  |
| 1 | Itàlia · Austràlia                                  | Francesca Schiavone Ashleigh Barty                                 | 0 6             | 3 6 |          |  |
| 2 | Itàlia · Austràlia                                  | Andreas Seppi Bernard Tomic                                        | 3 6             | 5 7 |          |  |
| 3 | Itàlia · Austràlia                                  | Francesca Schiavone / Andreas Seppi Ashleigh Barty / Bernard Tomic | 2 6             | 6 4 | [10] [3] |  |

#### Sèrbia vs. Alemanya
| · Sèrbia · 3 | Perth Arena, Perth 4 de gener de 2013 Dura interior | Perth Arena, Perth 4 de gener de 2013 Dura interior             | · Alemanya · 0 |     |   |  |
| \| \| \| \| 1 \| 2 \| 3 \| \| \| - \| ----------------- \| --------------------------------------------------------------- \| --- \| --- \| - \| \| \| 1 \| Sèrbia · Alemanya \| Ana Ivanović Tatjana Malek \| 6 0 \| 6 1 \| \| \| \| 2 \| Sèrbia · Alemanya \| Novak Đoković Tommy Haas \| 6 2 \| 6 0 \| \| \| \| 3 \| Sèrbia · Alemanya \| Ana Ivanović / Novak Đoković Tatjana Malek / Thanasi Kokkinakis \| 6 2 \| 7 5 \| \| \| |                                                     |                                                                 |                |     |   |  |
| |                                                     |                                                                 | 1              | 2   | 3 |  |
| 1 | Sèrbia · Alemanya                                   | Ana Ivanović Tatjana Malek                                      | 6 0            | 6 1 |   |  |
| 2 | Sèrbia · Alemanya                                   | Novak Đoković Tommy Haas                                        | 6 2            | 6 0 |   |  |
| 3 | Sèrbia · Alemanya                                   | Ana Ivanović / Novak Đoković Tatjana Malek / Thanasi Kokkinakis | 6 2            | 7 5 |   |  |

- Thanasi Kokkinakis va substituir Tommy Haas en el partit de dobles perquè aquest renuncià a participar-hi a causa d'una lesió. El partit no tenia cap transcendència en el marcador, ja que Sèrbia ja s'havia classificat prèviament per la final i el marcador comptabilitzat era de 6−0, 6−0.

## Grup B

### Classificació
| Pos. | País         | V | D | Partits | Sets    | Partits   |
| ---- | ------------ | - | - | ------- | ------- | --------- |
| 1    | Espanya      | 3 | 0 | 7 − 2   | 14 − 5  | 103 − 54  |
| 2    | Estats Units | 2 | 1 | 4 − 5   | 8 − 13  | 74 − 102  |
| 3    | Sud-àfrica   | 1 | 2 | 4 − 5   | 10 − 11 | 100 − 103 |
| 4    | França       | 0 | 3 | 3 − 6   | 9 − 12  | 88 − 106  |

### Partits

#### Espanya vs. Sud-àfrica
| · Espanya · 2 | Perth Arena, Perth 29 de desembre de 2012 Dura interior | Perth Arena, Perth 29 de desembre de 2012 Dura interior                         | · Sud-àfrica · 1 |      |          |  |
| \| \| \| \| 1 \| 2 \| 3 \| \| \| - \| -------------------- \| ------------------------------------------------------------------------------- \| ---- \| ---- \| -------- \| \| \| 1 \| Espanya · Sud-àfrica \| Anabel Medina Garrigues Chanelle Scheepers \| 6 4 \| 6 2 \| \| \| \| 2 \| Espanya · Sud-àfrica \| Fernando Verdasco Kevin Anderson \| 6⁵ 7 \| 4 6 \| \| \| \| 3 \| Espanya · Sud-àfrica \| Anabel Medina Garrigues / Fernando Verdasco Chanelle Scheepers / Kevin Anderson \| 6 4 \| 63 7 \| [10] [8] \| \| |                                                         |                                                                                 |                  |      |          |  |
| |                                                         |                                                                                 | 1                | 2    | 3        |  |
| 1 | Espanya · Sud-àfrica                                    | Anabel Medina Garrigues Chanelle Scheepers                                      | 6 4              | 6 2  |          |  |
| 2 | Espanya · Sud-àfrica                                    | Fernando Verdasco Kevin Anderson                                                | 6⁵ 7             | 4 6  |          |  |
| 3 | Espanya · Sud-àfrica                                    | Anabel Medina Garrigues / Fernando Verdasco Chanelle Scheepers / Kevin Anderson | 6 4              | 63 7 | [10] [8] |  |

#### Estats Units vs. Sud-àfrica
| · Estats Units · 2 | Perth Arena, Perth 30 de desembre de 2012 Dura interior | Perth Arena, Perth 30 de desembre de 2012 Dura interior         | · Sud-àfrica · 1 |      |     |  |
| \| \| \| \| 1 \| 2 \| 3 \| \| \| - \| ------------------------- \| --------------------------------------------------------------- \| ---- \| ---- \| --- \| \| \| 1 \| Estats Units · Sud-àfrica \| Venus Williams Chanelle Scheepers \| 4 6 \| 6 2 \| 6 3 \| \| \| 2 \| Estats Units · Sud-àfrica \| John Isner Kevin Anderson \| 60 7 \| 6⁵ 7 \| \| \| \| 3 \| Estats Units · Sud-àfrica \| Venus Williams / John Isner Chanelle Scheepers / Kevin Anderson \| 6 3 \| 6 2 \| \| \| |                                                         |                                                                 |                  |      |     |  |
| |                                                         |                                                                 | 1                | 2    | 3   |  |
| 1 | Estats Units · Sud-àfrica                               | Venus Williams Chanelle Scheepers                               | 4 6              | 6 2  | 6 3 |  |
| 2 | Estats Units · Sud-àfrica                               | John Isner Kevin Anderson                                       | 60 7             | 6⁵ 7 |     |  |
| 3 | Estats Units · Sud-àfrica                               | Venus Williams / John Isner Chanelle Scheepers / Kevin Anderson | 6 3              | 6 2  |     |  |

#### Espanya vs. França
| · Espanya · 2 | Perth Arena, Perth 30 de desembre de 2012 Dura interior | Perth Arena, Perth 30 de desembre de 2012 Dura interior                             | · França · 1 |     |   |  |
| \| \| \| \| 1 \| 2 \| 3 \| \| \| - \| ---------------- \| ----------------------------------------------------------------------------------- \| --- \| --- \| - \| \| \| 1 \| Espanya · França \| Anabel Medina Garrigues Mathilde Johansson \| 6 3 \| 6 2 \| \| \| \| 2 \| Espanya · França \| Fernando Verdasco Jo-Wilfried Tsonga \| 5 7 \| 3 6 \| \| \| \| 3 \| Espanya · França \| Anabel Medina Garrigues / Fernando Verdasco Mathilde Johansson / Jo-Wilfried Tsonga \| 6 3 \| 6 3 \| \| \| |                                                         |                                                                                     |              |     |   |  |
| |                                                         |                                                                                     | 1            | 2   | 3 |  |
| 1 | Espanya · França                                        | Anabel Medina Garrigues Mathilde Johansson                                          | 6 3          | 6 2 |   |  |
| 2 | Espanya · França                                        | Fernando Verdasco Jo-Wilfried Tsonga                                                | 5 7          | 3 6 |   |  |
| 3 | Espanya · França                                        | Anabel Medina Garrigues / Fernando Verdasco Mathilde Johansson / Jo-Wilfried Tsonga | 6 3          | 6 3 |   |  |

#### Estats Units vs. França
| · Estats Units · 2 | Perth Arena, Perth 1 de gener de 2013 Dura interior | Perth Arena, Perth 1 de gener de 2013 Dura interior                 | · França · 1 |     |          |  |
| \| \| \| \| 1 \| 2 \| 3 \| \| \| - \| --------------------- \| ------------------------------------------------------------------- \| ---- \| --- \| -------- \| \| \| 1 \| Estats Units · França \| Venus Williams Mathilde Johansson \| 3 6 \| 7 5 \| 6 4 \| \| \| 2 \| Estats Units · França \| John Isner Jo-Wilfried Tsonga \| 3 6 \| 2 6 \| \| \| \| 3 \| Estats Units · França \| Venus Williams / John Isner Mathilde Johansson / Jo-Wilfried Tsonga \| 6⁵ 7 \| 6 2 \| [10] [8] \| \| |                                                     |                                                                     |              |     |          |  |
| |                                                     |                                                                     | 1            | 2   | 3        |  |
| 1 | Estats Units · França                               | Venus Williams Mathilde Johansson                                   | 3 6          | 7 5 | 6 4      |  |
| 2 | Estats Units · França                               | John Isner Jo-Wilfried Tsonga                                       | 3 6          | 2 6 |          |  |
| 3 | Estats Units · França                               | Venus Williams / John Isner Mathilde Johansson / Jo-Wilfried Tsonga | 6⁵ 7         | 6 2 | [10] [8] |  |

#### Estats Units vs. Espanya
| · Estats Units · 1 | Perth Arena, Perth 3 de gener de 2013 Dura interior | Perth Arena, Perth 3 de gener de 2013 Dura interior                             | · Espanya · 2 |     |   |  |
| \| \| \| \| 1 \| 2 \| 3 \| \| \| - \| ---------------------- \| ------------------------------------------------------------------------------- \| ---- \| --- \| - \| \| \| 1 \| Estats Units · Espanya \| Venus Williams Anabel Medina Garrigues \| 6 3 \| 6 4 \| \| \| \| 2 \| Estats Units · Espanya \| Thanasi Kokkinakis Fernando Verdasco \| 64 7 \| 3 6 \| \| \| \| 3 \| Estats Units · Espanya \| Venus Williams / Thanasi Kokkinakis Anabel Medina Garrigues / Fernando Verdasco \| 1 6 \| 3 6 \| \| \| |                                                     |                                                                                 |               |     |   |  |
| |                                                     |                                                                                 | 1             | 2   | 3 |  |
| 1 | Estats Units · Espanya                              | Venus Williams Anabel Medina Garrigues                                          | 6 3           | 6 4 |   |  |
| 2 | Estats Units · Espanya                              | Thanasi Kokkinakis Fernando Verdasco                                            | 64 7          | 3 6 |   |  |
| 3 | Estats Units · Espanya                              | Venus Williams / Thanasi Kokkinakis Anabel Medina Garrigues / Fernando Verdasco | 1 6           | 3 6 |   |  |

- La renúncia de John Isner a causa d'una lesió va suposar que Espanya guanyés automàticament l'eliminatòria per 3 a 0 (tots tres partits per 6−0, 6−0). Tanmateix, Thanasi Kokkinakis va substituir Isner per disputar els partits sense repercussió en el resultat final de l'eliminatòria.

#### Sud-àfrica vs. França
| · Sud-àfrica · | Perth Arena, Perth 4 de gener de 2013 Dura interior | Perth Arena, Perth 4 de gener de 2013 Dura interior                         | · França · |      |     |          |
| \| \| \| \| 1 \| 2 \| 3 \| \| \| - \| ------------------- \| --------------------------------------------------------------------------- \| ---- \| ---- \| --- \| -------- \| \| 1 \| Sud-àfrica · França \| Chanelle Scheepers Mathilde Johansson \| 4 6 \| 6 4 \| 6 4 \| \| \| 2 \| Sud-àfrica · França \| Kevin Anderson Jo-Wilfried Tsonga \| 64 7 \| 63 7 \| \| \| \| 3 \| Sud-àfrica · França \| Chanelle Scheepers / Kevin Anderson Mathilde Johansson / Jo-Wilfried Tsonga \| 6 3 \| 1 2 \| \| retirats \| |                                                     |                                                                             |            |      |     |          |
| |                                                     |                                                                             | 1          | 2    | 3   |          |
| 1 | Sud-àfrica · França                                 | Chanelle Scheepers Mathilde Johansson                                       | 4 6        | 6 4  | 6 4 |          |
| 2 | Sud-àfrica · França                                 | Kevin Anderson Jo-Wilfried Tsonga                                           | 64 7       | 63 7 |     |          |
| 3 | Sud-àfrica · França                                 | Chanelle Scheepers / Kevin Anderson Mathilde Johansson / Jo-Wilfried Tsonga | 6 3        | 1 2  |     | retirats |

## Final
| · Sèrbia · 1 | Perth Arena, Perth 5 de gener de 2013 Dura interior | Perth Arena, Perth 5 de gener de 2013 Dura interior                      | · Espanya · 2 |      |     |  |
| \| \| \| \| 1 \| 2 \| 3 \| \| \| - \| ---------------- \| ------------------------------------------------------------------------ \| --- \| ---- \| --- \| \| \| 1 \| Sèrbia · Espanya \| Ana Ivanović Anabel Medina Garrigues \| 4 6 \| 7 63 \| 2 6 \| \| \| 2 \| Sèrbia · Espanya \| Novak Đoković Fernando Verdasco \| 6 3 \| 7 5 \| \| \| \| 3 \| Sèrbia · Espanya \| Ana Ivanović / Novak Đoković Anabel Medina Garrigues / Fernando Verdasco \| 4 6 \| 5 7 \| \| \| |                                                     |                                                                          |               |      |     |  |
| |                                                     |                                                                          | 1             | 2    | 3   |  |
| 1 | Sèrbia · Espanya                                    | Ana Ivanović Anabel Medina Garrigues                                     | 4 6           | 7 63 | 2 6 |  |
| 2 | Sèrbia · Espanya                                    | Novak Đoković Fernando Verdasco                                          | 6 3           | 7 5  |     |  |
| 3 | Sèrbia · Espanya                                    | Ana Ivanović / Novak Đoković Anabel Medina Garrigues / Fernando Verdasco | 4 6           | 5 7  |     |  |